# Bleijendaal (Soest)
Bleijendaal is een dwarshuisboerderij aan het Kerkpad Zuidzijde 99 in Soest. Het pand is waarschijnlijk ouder dan 1854, het jaartal dat tussen de muurankers staat aangegeven. Voor de boerderij staat een leilinde en links een vijfroedige kapberg en een veeschuur. De oprijlaan met een rij eiken wordt afgesloten met een smeedijzeren hek. In de voorgevel zitten schuifvensters die met luiken met zandlopermotief kunnen worden afgesloten. Het achterhuis heeft een rietgedekt wolfsdak. De kelder is dichtgestort en de opkamer is verdwenen.
Binnen zijn traditionele tegeltableaux uit het midden van de 18e eeuw bewaard gebleven.
Het pand is in 2011 grondig gerestaureerd en in oude staat teruggebracht.

## Zie ook

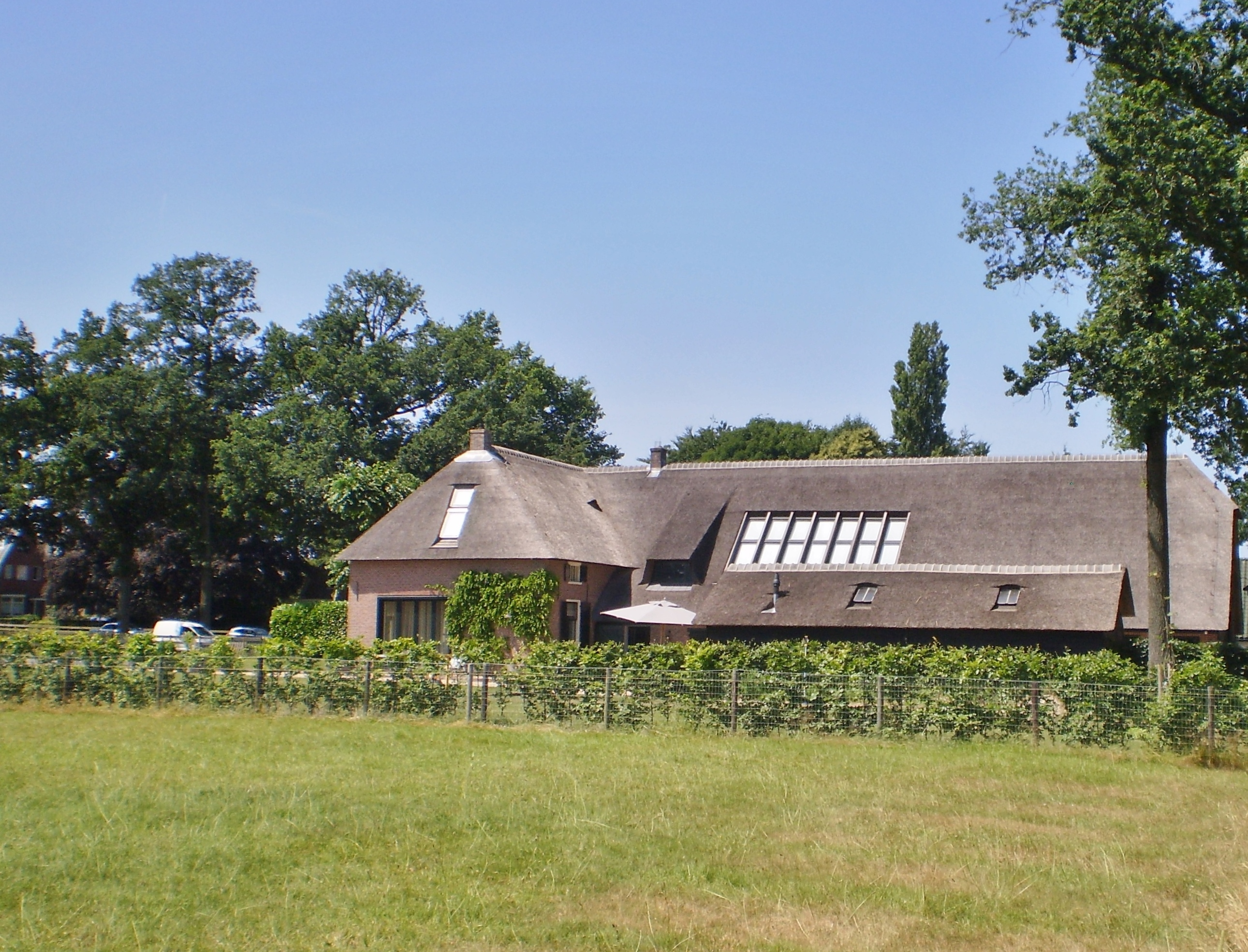
Bleijendaal zuidzijde